# Susanne Drexl
Susanne Drexl (* 1982 in Landsberg am Lech) ist eine deutsche Opernsängerin (Mezzosopran). 

## Leben
Am Richard-Strauss-Konservatorium München studierte sie Gesang bei Marilyn Schmiege und Donald Sulzen. Dort legte sie ihre Diplomprüfung mit Auszeichnung ab. Anschließend führte die Künstlerin ihr Studium an der Hochschule für Musik und Theater München bei Daphne Evangelatos und Helmut Deutsch in der Meisterklasse fort. In der Spielzeit 2007/08 debütierte sie am Staatstheater am Gärtnerplatz als Cherubino in Die Hochzeit des Figaro. Ferner sang Susanne Drexl u. a. die Mercédés in Carmen, die Kate in Die Piraten von Penzance sowie die Olga in Die lustige Witwe. 
Die Mezzosopranistin gastierte am Staatstheater Schwerin und am Opernhaus Zürich. Seit der Spielzeit 2010/11 ist sie festes Ensemblemitglied des Theaters Magdeburg.
Neben ihrer Bühnenpräsenz ist Susanne Drexl als Oratorien- und Konzertsängerin tätig. Zu ihrem Repertoire zählen Werke von Johann Sebastian Bach, Joseph Haydn, Wolfgang Amadeus Mozart, Georg Friedrich Händel, Franz Liszt, Gustav Mahler, Maurice Ravel etc. 
Die Künstlerin arbeitete mit den Dirigenten Nello Santi, Markus Poschner, Marko Letonja, Ulrich Nicolai u. a. den Regisseuren Alfred Kirchner, Holger Seitz, Arila Siegert, Wolf Busse sowie Florentine Klepper zusammen.
Susanne Drexl ist die erste bekannte Bühneninterpretin der 2. Probierdame in Erich Wolfgang Korngolds einziger Operette: Die stumme Serenade.

## Repertoire (Auswahl)
- Dido & Sorceress Dido und Aeneas
- Mercédès Carmen (deutsch und französisch)
- Bastien Bastien und Bastienne
- Filipjewna Eugen Onegin
- Prinz Orlowsky  Die Fledermaus
- Olga Die lustige Witwe
- Flosshilde Das Rheingold
- Bradamante Alcina
- Dritte Dame Die Zauberflöte
- Cherubino Die Hochzeit des Figaro
- Flora La traviata
- Giovanna Rigoletto
- Hänsel Hänsel und Gretel
- Angelina La Cenerentola
- Zemir Miriways